# Selma (Virgínia)
Selma és una concentració de població designada pel cens dels Estats Units a l'estat de Virgínia. Segons el cens del 2000 tenia 485 habitants.

## Demografia
Segons el cens del 2000, Selma tenia 485 habitants, 196 habitatges, i 135 famílies. La densitat de població era de 604,1 habitants per km².
Dels 196 habitatges en un 27,6% hi vivien nens de menys de 18 anys, en un 58,7% hi vivien parelles casades, en un 5,6% dones solteres, i en un 31,1% no eren unitats familiars. En el 26,5% dels habitatges hi vivien persones soles el 15,8% de les quals corresponia a persones de 65 anys o més que vivien soles. El nombre mitjà de persones vivint en cada habitatge era de 2,47 i el nombre mitjà de persones que vivien en cada família era de 3,01.
Per edats la població es repartia de la següent manera: un 24,3% tenia menys de 18 anys, un 5,6% entre 18 i 24, un 24,9% entre 25 i 44, un 25,4% de 45 a 60 i un 19,8% 65 anys o més.
L'edat mediana era de 41 anys. Per cada 100 dones de 18 o més anys hi havia 96,3 homes.
La renda mediana per habitatge era de 31.250 $ i la renda mediana per família de 34.286 $. Els homes tenien una renda mediana de 31.250 $ mentre que les dones 16.429 $. La renda per capita de la població era de 14.045 $. Cap de les famílies estaven per davall del llindar de pobresa.

## Poblacions més properes
El següent diagrama mostra les poblacions més properes.